# Ferdinand Albrecht II van Brunswijk-Wolfenbüttel
Ferdinand Albrecht II van Brunswijk-Wolfenbüttel (Bevern, 29 mei 1680 — Salzdahlum, nu district van Wolfenbüttel, 13 september 1735) was van 1687 tot 1735 hertog van Brunswijk-Bevern en van maart tot september 1735 hertog van Brunswijk-Wolfenbüttel. Hij behoorde tot het Nieuwere Huis Brunswijk.

## Levensloop
Ferdinand Albrecht II was de vierde zoon van hertog Ferdinand Albrecht I van Brunswijk-Bevern uit diens huwelijk met Christina, dochter van landgraaf Frederik van Hessen-Eschwege. In 1687 volgde hij zijn vader op als hertog van Brunswijk-Bevern.
Tijdens de Spaanse Successieoorlog vocht hij als lid van het Keizerlijk Leger in Zwaben en Beieren. In 1704 werd hij benoemd tot keizerlijk generaal-adjudant, nadat hij eerder al keizerlijk vleugeladjudant was. Vervolgens promoveerde hij in 1707 tot generaal-majoor en in 1711 tot veldmaarschalk-luitenant. Ook vocht hij onder prins Eugenius van Savoye in de Oostenrijks-Turkse Oorlog van 1716-1718. Hij wist zich te onderscheiden in de Slag bij Peterwardein en nam ook deel aan de belegeringen van Temesvár en Belgrado.
In 1715 werd Ferdinand Albrecht benoemd tot stadhouder van de vesting van Komorn, in het koninkrijk Hongarije. In september 1722 kreeg hij van keizer Karel VI eveneens de leiding over het dragondersregiment van Ernst Leopold van Sleeswijk-Holstein-Sonderburg-Norburg, dat bestond uit soldaten uit de Republiek der Zeven Verenigde Nederlanden in dienst van het keizerlijk leger. In 1723 promoveerde hij tot keizerlijk veldmaarschalk, in 1727 tot rijksgeneraal-veldtochtmeester en in 1733 tot rijksgeneraal-veldmaarschalk. In 1734 vocht hij nog mee in de Poolse Successieoorlog.
In maart 1735 erfde Ferdinand Albrecht na het overlijden van zijn schoonvader Lodewijk Rudolf het hertogdom Brunswijk-Wolfenbüttel. Hij stond om die reden het hertogdom Brunswijk-Bevern af aan zijn jongere broer Ernst Ferdinand. Hij bestuurde het hertogdom slechts enkele maanden, omdat hij in september 1735 op 55-jarige leeftijd overleed.

## Huwelijk en nakomelingen
Ferdinand Albrecht huwde op 15 oktober 1712 met Antoinette Amalia (1696-1762), dochter van hertog Lodewijk Rudolf van Brunswijk-Wolfenbüttel. Ze kregen veertien kinderen:
- Karel I (1713-1780), hertog van Brunswijk-Wolfenbüttel
- Anton Ulrich (1714-1774), Russisch generaal
- Elisabeth Christine (1715-1797), huwde in 1733 met koning Frederik II van Pruisen
- Lodewijk Ernst (1718-1788), militair gouverneur van 's-Hertogenbosch en regent van de Republiek der Zeven Verenigde Nederlanden
- August (1719-1720)
- Frederika (1719-1772)
- Ferdinand (1721-1792), Pruisisch en Hannovers generaal-veldmaarschalk
- Louise Amalia (1722-1780), huwde in 1742 met prins August Willem van Pruisen
- Sofie Antoinette (1724-1802), huwde in 1749 met hertog Ernst Frederik van Saksen-Coburg-Saalfeld
- Albrecht (1725-1745), Pruisisch generaal-majoor
- Charlotte (1725-1766)
- Theresa (1728-1778), abdis van Gandersheim
- Juliana Maria (1729-1796), huwde in 1752 met koning Frederik V van Denemarken
- Frederik Willem (1731-1732)
- Frederik Frans (1732-1758), Pruisisch generaal-majoor

## Voorouders
| Voorouders van Ferdinand Albrecht II van Brunswijk-Wolfenbüttel | Voorouders van Ferdinand Albrecht II van Brunswijk-Wolfenbüttel                                      | Voorouders van Ferdinand Albrecht II van Brunswijk-Wolfenbüttel                                      | Voorouders van Ferdinand Albrecht II van Brunswijk-Wolfenbüttel                                           | Voorouders van Ferdinand Albrecht II van Brunswijk-Wolfenbüttel                                           | Voorouders van Ferdinand Albrecht II van Brunswijk-Wolfenbüttel                                   | Voorouders van Ferdinand Albrecht II van Brunswijk-Wolfenbüttel                                   | Voorouders van Ferdinand Albrecht II van Brunswijk-Wolfenbüttel                                   | Voorouders van Ferdinand Albrecht II van Brunswijk-Wolfenbüttel                                   |
| --------------------------------------------------------------- | --- | --- | --- | --- | ------------------------------------------------------------------------------------------------- | ------------------------------------------------------------------------------------------------- | ------------------------------------------------------------------------------------------------- | ------------------------------------------------------------------------------------------------- |
| Overgrootouders                                                 | Hendrik van Brunswijk-Dannenberg (1533-1598) ∞ Ursula van Saksen-Lauenburg(1545-1620)                | Hendrik van Brunswijk-Dannenberg (1533-1598) ∞ Ursula van Saksen-Lauenburg(1545-1620)                | Johan Albrecht II van Mecklenburg-Schwerin (1590-1636) ∞ Margaretha Elisabeth van Mecklenburg (1584-1616) | Johan Albrecht II van Mecklenburg-Schwerin (1590-1636) ∞ Margaretha Elisabeth van Mecklenburg (1584-1616) | Maurits van Hessen-Kassel (1572-1632) ∞ Juliana van Nassau-Dillenburg (1587-1643)                 | Maurits van Hessen-Kassel (1572-1632) ∞ Juliana van Nassau-Dillenburg (1587-1643)                 | Johan Casimir van Palts-Kleeburg (1589-1652) ∞ Catharina Wasa (1584-1638)                         | Johan Casimir van Palts-Kleeburg (1589-1652) ∞ Catharina Wasa (1584-1638)                         |
| Grootouders                                                     | August van Brunswijk-Wolfenbüttel (1579–1666) ∞ Sophia Elisabeth van Mecklenburg-Güstrow (1613-1676) | August van Brunswijk-Wolfenbüttel (1579–1666) ∞ Sophia Elisabeth van Mecklenburg-Güstrow (1613-1676) | August van Brunswijk-Wolfenbüttel (1579–1666) ∞ Sophia Elisabeth van Mecklenburg-Güstrow (1613-1676)      | August van Brunswijk-Wolfenbüttel (1579–1666) ∞ Sophia Elisabeth van Mecklenburg-Güstrow (1613-1676)      | Frederik van Hessen-Eschwege (1617–1655) ∞ 1691 Eleonora van Zweibrücken-Kleeburg (1626-1692)     | Frederik van Hessen-Eschwege (1617–1655) ∞ 1691 Eleonora van Zweibrücken-Kleeburg (1626-1692)     | Frederik van Hessen-Eschwege (1617–1655) ∞ 1691 Eleonora van Zweibrücken-Kleeburg (1626-1692)     | Frederik van Hessen-Eschwege (1617–1655) ∞ 1691 Eleonora van Zweibrücken-Kleeburg (1626-1692)     |
| Ouders                                                          | Ferdinand Albrecht I van Brunswijk-Bevern (1636-1687) ∞ Christina van Hessen-Eschwege (1648-1702)    | Ferdinand Albrecht I van Brunswijk-Bevern (1636-1687) ∞ Christina van Hessen-Eschwege (1648-1702)    | Ferdinand Albrecht I van Brunswijk-Bevern (1636-1687) ∞ Christina van Hessen-Eschwege (1648-1702)         | Ferdinand Albrecht I van Brunswijk-Bevern (1636-1687) ∞ Christina van Hessen-Eschwege (1648-1702)         | Ferdinand Albrecht I van Brunswijk-Bevern (1636-1687) ∞ Christina van Hessen-Eschwege (1648-1702) | Ferdinand Albrecht I van Brunswijk-Bevern (1636-1687) ∞ Christina van Hessen-Eschwege (1648-1702) | Ferdinand Albrecht I van Brunswijk-Bevern (1636-1687) ∞ Christina van Hessen-Eschwege (1648-1702) | Ferdinand Albrecht I van Brunswijk-Bevern (1636-1687) ∞ Christina van Hessen-Eschwege (1648-1702) |
| Ferdinand Albrecht II van Brunswijk-Wolfenbüttel (1680–1735)    | | | | |                                                                                                   |                                                                                                   |                                                                                                   |                                                                                                   |